# دوري المقاطعات الشمالي الغربي 1987–88
دوري المقاطعات الشمالي الغربي 1987–88 هو موسم من دوري المقاطعات الشمالي الغربي. فاز فيه Colne Dynamoes F.C. ‏.